# Параметры (Windows)
Параметры (англ. Settings, в Windows 8 известно как Параметры ПК) — приложение в Windows 8, Windows 10 и Windows 11, позволяющее пользователю настроить операционную систему. Заменило собой Панель управления и перенесло оттуда некоторые настройки, более недоступные в Панели управления (в будущем приложение заменит её полностью).

## История

### Windows 8/8.1
Впервые приложение было представлено в Windows 8. Оно изначально представляло собой версию панели управления, оптимизированную для использования на устройствах с сенсорным экраном. Лишь несколько функций из Панели управления были представлены в приложении. Кроме того, добавление учётных записей и изменение изображения учётной записи было возможно только в Параметрах.
В Windows 8.1 в приложение было перенесено больше функций из Панели управления. Был изменён дизайн приложения и добавлена ссылка на Панель управления.
В Windows 8 и 8.1 представлены следующие категории настроек:
- ПК и устройства
- Учётные записи
- OneDrive
- Поиск и приложения
- Конфиденциальность
- Сеть
- Время и язык
- Специальные возможности
- Обновление и восстановление
- Активация Windows

### Windows 10
В Windows 10 приложение получило нынешнее название, и перенесло ещё больше функций из Панели управления. Среди них: Центр обновления Windows, Персонализация, Свойства системы. 4 октября 2015 года Microsoft заявила, что приложение со временем полностью заменит Панель управления.
Доступные категории настроек в Windows 10 по состоянию на 2020 год:
- Система
- Устройства
- Телефон
- Сеть и Интернет
- Персонализация
- Приложения
- Учётные записи
- Время и язык
- Игры
- Специальные возможности
- Конфиденциальность
- Обновление и безопасность
- Смешанная реальность[6]

### Windows 11
В Windows 11 на момент 9 июля Параметры включили в себя лишь несколько новых функций, так как весь упор сделан на улучшение интерфейса приложения. Категории не изменились.